# 赤伶
《赤伶》是由中国大陆歌手HITA于2018年演唱的一首中文原创古风歌曲。於2018年9月27日由南京米漫文化传媒有限责任公司發行。其在古風圈享有一定的知名度。亦與《牵丝戏》一道，被視為是使用戲劇唱腔演唱古風歌曲的代表作。

## 背景
《桃花扇》是清朝戲曲家孔尚任的一部傳奇劇本，该作品經十餘年創作，三易其稿而寫出。该剧本透過男主人公侯方域和女主人公李香君的愛情故事，反映了明朝崇禎末年至南明弘光年間的史實。《赤伶》即是根據作者自撰微型筆記小說改編的歌曲，该歌曲还化用了《桃花扇》的内容，并融合了京剧曲调和流行旋律，其中主歌采用了流行乐段，副歌则采用了昆曲乐段。后来作词人清彥以此為靈感創作了歌詞，音乐李建衡则提供了作编曲:4。

## 反響
《赤伶》在中国大陆短影音平台抖音的播放量超過40億次，QQ音樂收藏量超過1000萬人，由於歌曲的影響力，也有一些歌手對該歌曲進行了翻唱，如李玉刚、谭晶、上戏416女团等。其中，李玉刚的翻唱作品在2020年6月19日上线当日便在中国大陆多个音乐排行榜位居榜首。2021年，在中国大陆的社交平台上，也有不少音乐爱好者练习此曲，以向中共建黨100周年獻禮；当年，《赤伶》更成为哔哩哔哩年度点赞量最高的古风歌曲。

## 专业评价
学者耿春梅指出，《赤伶》实现了中西乐器的结合，其歌词的古韵提高了流行音乐的层次，而翻唱此曲的艺术家李玉刚“嗓音惊艳、情感深邃”，并将通俗歌曲的唱法与戏剧唱腔较自然地融合一体。而山西师范大学研究者刘思宇则指出上戏416女团翻唱的《赤伶》，更新了民众对京剧旦角唱法的认识，使得京剧唱腔获得了新生命。